# Parlaments nacionals de la Unió Europea
Els parlaments nacionals de la Unió Europea la denominació que atorga el dret comunitari als òrgans legislatius dels estats membres de la Unió.

## Relacions
Originalment, els diputats nacionals eren nomenats al Parlament Europeu (PE) com a diputats al Parlament Europeu (eurodiputats). L'any 1979 es van celebrar les primeres eleccions directes, però els diputats nacionals encara tenien tendència a oposar-se a aquestes i els va portar a tenir un "doble mandat". A mesura que augmentava la càrrega de treball d'un eurodiputat, el nombre de diputats que també eren diputats nacionals va disminuir i des del 2009 està prohibit a tots els estats membres.
El 1989, els diputats dels parlaments nacionals i del Parlament Europeu van establir la Conferència de Comitès d'Afers de la Comunitat Europea (COSAC) per mantenir el contacte entre els parlaments nacionals i els eurodiputats. La COSAC continua reunint-se cada sis mesos i ara s'ha guanyat el dret a presentar contribucions i examinar propostes sobre la legislació de la UE relativa a la justícia i els afers interiors. A part de la COSAC, les relacions entre el PE i els parlaments nacionals són tractades per la Conferència de Presidents. El PE busca mantenir el parlament nacional plenament informat de les activitats del PE i algunes comissions del PE conviden regularment els parlamentaris nacionals a discutir propostes.
No obstant això, la pròpia COSAC té poca estructura institucional i no té cap lideratge, el que significa que és difícil exercir els seus poders. Qualsevol resposta concertada tendeix a ser espontània i autoorganitzada.

## Rol i poders
Com que el Tractat de Maastricht de 1993 va ampliar les competències de la UE a les àrees de justícia i afers interiors, el tractat va subratllar la importància dels intercanvis entre el parlament europeu i els seus homòlegs nacionals en una declaració adjunta al tractat. Aquesta declaració demanava als governs nacionals que s'asseguressin que les propostes de llei de la UE es transmetessin als parlaments nacionals amb temps suficient perquè fossin examinades pel diputat i que els contactes entre aquests diputats i eurodiputats, iniciats amb la COSAC, s'intensifiquessin.
Això es va reforçar amb el Tractat d'Amsterdam en un protocol que estableix que tots els documents de consulta de la Comissió Europea s'envien ràpidament als parlaments nacionals. A continuació, disposen d'un període de sis setmanes per debatre les propostes legislatives, a partir de la publicació de la proposta fins a la seva incorporació a l'ordre del dia del Consell de la Unió Europea.
El Tractat de Lisboa, en vigor des de l'1 de desembre de 2009, va ampliar el paper dels parlaments nacionals. Estableix el dret a la informació (article 12 del TUE, articles 70 i 352 del TFUE i Protocol 1), el control de la subsidiarietat (vegeu més endavant) (article 69 del TFUE), el control de la política de llibertat, justícia i seguretat amb la capacitat d'un parlament nacional. vetar una proposta (articles 81, 85 i 88 del TEFU), participar en la modificació del tractat (article 48 del TUE) (incloent-hi el bloqueig d'un canvi del sistema de votació al procediment legislatiu ordinari en virtut de la clàusula passarela), participar en l'ampliació i estar implicat en general en diàleg amb les institucions de la UE (article 12 del TUE).
Segons els tractats constitutius, els parlaments nacionals disposa de certes facultats en l'esfera europea, especialment pel que fa als procediments legislatius, com a guardians (en el pla polític) del principi de subsidiarietat. També són dipositaris d'algunes funcions constitucionals referides a la revisió dels tractats i a l'ingrés de nous estats a la Unió. D'igual manera, són competents per exercir control polític (juntament amb el Parlament Europeu) en certs àmbits de la política comunitària relatius a l'espai de llibertat, seguretat i justícia que puguin tenir conseqüències directes pels drets i llibertats de les persones. Per exercir totes aquestes funcions, les institucions comunitàries tenen han d'informar adequadament els parlaments nacionals sobre les seves activitats en aquests àmbits, i en general sobre qualsevol projecte legislatiu.
Des del 1989 i amb l'objectiu de complir plenament les seves funcions, el Parlament Europeu i els parlaments nacionals cooperen entre si en un fòrum específic nascut a tal fi: la COSAC (Conferència d'Òrgans Especialitzats en Afers Comunitaris). Aquesta conferència, que reuneix diputats de les comissions parlamentàries competents en afers de la UE dels parlaments nacionals, podrà amb aquesta finalitat dirigir al Parlament Europeu, al Consell de la Unió Europea i a la Comissió Europea qualsevol contribució que consideri convenient, a més de disposar d'altres funcions i facultats.
A l'hora d'exercir les seves potestats, perquè la majoria de parlaments nacionals es consideri suficient per decantar una posició sol caldre un mínim d'un terç dels seus vots. A aquest efecte, es concedeixen dos vots a cada poder legislatiu nacional; en els sistemes bicamerals, cada branca té un vot; en els sistemes unicamerals, l'assemblea única decideix amb vot doble.